# Unione Sportiva Città di Pontedera 2018-2019
Questa voce raccoglie le informazioni riguardanti l'Unione Sportiva Città di Pontedera nelle competizioni ufficiali della stagione 2018-2019.

## Divise e sponsor
Lo sponsor tecnico per la stagione 2018-2019 è Erreà mentre gli sponsor ufficiali sono Sèleco, Geu e Corpo Guardie di Città.
| Casa | Trasferta |

## Organigramma societario
Area direttiva
- Presidente: Paolo Boschi

Area tecnica
- Allenatore: Ivan Maraia
- Allenatore in seconda: Matteo Rossi
- Collaboratore tecnico: Mauro Mugnaini
- Preparatore/i atletico/i: Fabio Ristori
- Preparatore dei portieri: Michele Ribechini

Area sanitaria
- Responsabile: Sergio Precisi
- Medici sociali: Fernando Burchi
- Massaggiatori: Mario Magli,Ivano Andreucci

## Rosa
Dal sito ufficiale della società:
| N. |                   | Ruolo | Calciatore                  |
| -- | ----------------- | ----- | --------------------------- |
| 1  | Italia (bandiera) | P     | Edoardo Sarri               |
| 2  | Italia (bandiera) | D     | Francesco Benassai          |
| 3  | Italia (bandiera) | D     | Paolo Ropolo                |
| 4  | Italia (bandiera) | C     | Jacopo Giuliani             |
| 5  | Italia (bandiera) | D     | Federico Vettori (capitano) |
| 6  | Italia (bandiera) | D     | Lorenzo Borri               |
| 7  | Italia (bandiera) | C     | Daniele Mannini             |
| 8  | Italia (bandiera) | C     | Andrea Caponi               |
| 9  | Italia (bandiera) | A     | Lorenzo Pinzauti            |
| 10 | Italia (bandiera) | C     | Nicolas La Vigna            |
| 11 | Italia (bandiera) | C     | Michele Bruzzo              |
| 12 | Italia (bandiera) | P     | Matteo Biggeri              |

| N. |                    | Ruolo | Calciatore          |
| -- | ------------------ | ----- | ------------------- |
| 13 | Italia (bandiera)  | D     | Leonardo Fontanesi  |
| 14 | Italia (bandiera)  | C     | Giuseppe Pandolfi   |
| 15 | Italia (bandiera)  | A     | Riccardo Benedetti  |
| 16 | Italia (bandiera)  | C     | Alessandro Raimo    |
| 18 | Italia (bandiera)  | A     | Christian Tommasini |
| 19 | Italia (bandiera)  | C     | Riccardo Calcagni   |
| 20 | Italia (bandiera)  | D     | Alessio Benedetti   |
| 21 | Italia (bandiera)  | C     | Andrea Masetti      |
| 22 | Romania (bandiera) | P     | Eduard Marinca      |
| 23 | Italia (bandiera)  | C     | Andrea Magrini      |
|    | Italia (bandiera)  | C     | Mario Gargiulo      |

## Risultati

### Coppa Italia
| Arbitro: | Camplone (Pescara) |

|                                     |                      |                                  |
| Vantaggiato 27’ (rig.)              | Marcatori            | 13’ La Vigna                     |
| López Vantaggiato Defendi Altobelli | Tiri di rigore 4 – 2 | Mannini Gargiulo Borri Tommasini |

### Coppa Italia Serie C
| Arbitro: | Pirrotta (Barcellona Pozzo di Gotto) |

|                                           |                      |                                            |
| Riccio 57’ Raimo 106’                     | Marcatori            | 3’ Aramu 105+3’ Gliozzi                    |
| Giuliani Fontanesi Caponi Masetti Bardini | Tiri di rigore 5 – 4 | Di Livio Arrigoni Bulevardi Gliozzi Fabbro |

| Arbitro: | Feliciani (Teramo) |

|                                 |           |  |
| Moscardelli 9’, 36’ Minesso 38’ | Marcatori |  |